# Tsukuba (lớp tàu tuần dương)
Lớp tàu tuần dương Tsukuba (筑波型 巡洋戦艦 Tsukuba-gata jun'yōsenkan) là một cặp tàu tuần dương bọc thép lớn được đóng cho Hải quân Đế quốc Nhật Bản trong thập kỷ đầu tiên của thế kỷ 20. Các tàu bắt đầu được đóng giữa cuộc Chiến tranh Nga-Nhật năm 1904-05 và thiết kế của chúng bị ảnh hưởng bởi những kinh nghiệm của Hải quân Nhật trong chiến tranh. Sự phát triển của tàu thiết giáp tuần dương tại Anh một năm sau khi Tsukuba hoàn thành đã khiến cả Tsukuba và chiếc Ikoma đang đóng bị lỗi thời, vì chúng chậm hơn và được trang bị vũ khí yếu hơn so với thiết kế của Anh và sau đó là Đức. Mặc dù vậy, chúng vẫn được tái phân loại vào năm 1912 thành tàu chiến-tuần dương.
Cả hai tàu đều đóng một vai trò nhỏ trong Thế chiến I khi chúng không thành công săn lùng Hải đội Đông Á Đức vào cuối năm 1914. Chúng trở thành tàu huấn luyện vào giai đoạn sau của cuộc chiến. Tsukuba bị phá hủy trong một vụ nổ kho đạn bất ngờ vào năm 1917 và sau đó bị tháo dỡ. Chiếc Ikoma còn lại được giải giáp vào năm 1922 theo các điều khoản của Hiệp ước Hải quân Washington và bị tháo dỡ để lấy phế liệu vào năm 1924.

## Bối cảnh
Khoảng một tháng sau khi Chiến tranh Nga-Nhật bắt đầu vào tháng 2 năm 1904, Quốc hội Nhật Bản đã thông qua một khoản ngân sách đặc biệt tạm thời trị giá 48.465.631 ¥ đủ cho đến khi chiến tranh kết thúc. Nó bao gồm Chương trình Bổ sung Hải quân trong Chiến tranh năm 1904 cho phép đóng mới hai thiết giáp hạm, bốn tàu tuần dương bọc thép cùng một số tàu khác. Hai trong số bốn tàu tuần dương bọc thép này sau đó trở thành tàu tuần dương lớp Tsukuba, được đặt hàng vào ngày 23 tháng 6.
Dựa trên kinh nghiệm từ trận Hoàng Hải vào tháng 8 năm 1904, Khi hạm đội Nga có thể nổ súng ở những phạm vi vượt xa những gì đã dự đoán trước chiến tranh, Hải quân Nhật quyết định trang bị súng 12 inch (305 mm) cho các tàu chủ lực, lớn hơn nhiều các loại súng nhỏ hơn được sử dụng bởi các tàu tuần dương bọc thép hiện có của Nhật Bản. Sự nâng cấp vũ khí cũng được chứng minh bằng sự thay đổi trong học thuyết chiến đấu của Hải quân Nhật. Học thuyết mới yêu các tàu tuần dương bọc thép mới sẽ vừa chiến đấu cùng với các tàu thiết giáp hạm trên chiến tuyến và cùng lúc tìm cách áp đảo các tàu tuần dương bọc thép hộ tống của đối phương. Thiết kế lớp Tsukuba trong một thời gian ngắn có thể được coi là lớp tàu tuần dương mạnh nhất thời bấy giờ cho đến khi người Anh cho ra mắt lớp Invincible. Chúng cũng là những tàu chiến chủ lực đầu tiên được thiết kế và đóng mới hoàn toàn bởi Nhật Bản tại một xưởng đóng tàu của Nhật Bản.
Loại tàu chiến này có tốc độ của một tàu tuần dương, hỏa lực và giáp bảo vệ của một thiết giáp hạm được ủng hộ bởi Jacky Fisher, người đã đặt ra thuật ngữ "tàu chiến-tuần dương" cho loại tàu này ở Anh vào cuối năm 1908.

## Thiết kế và mô tả

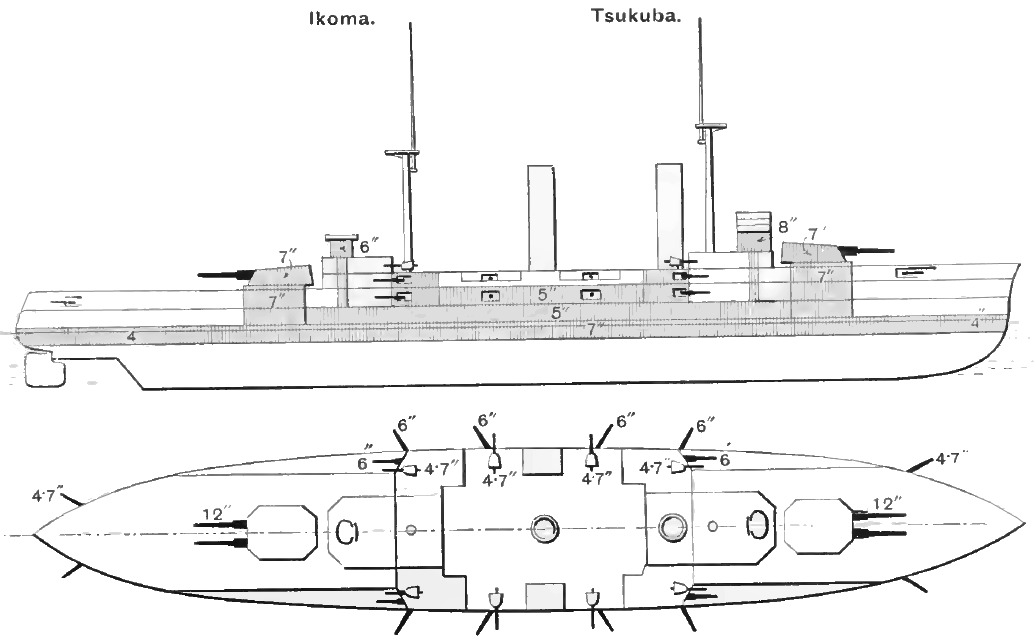
Bản vẽ độ cao của các tàu tuần dương lớp Tsukuba từ sách Brassey Hải quân hàng năm 1915; các khu vực tô bóng mờ đại diện cho áo giáp

Thiết kế lớp Tsukuba rất giống với thiết kế tàu tuần dương bọc thép lớp Cressy của Anh. So với lớp Cressy, lớp Tsukuba nặng hơn 1780 tấn, ngắn hơn nhưng có bề ngang bự hơn. Về hình dáng vỏ tàu và vị trí súng thì giống gần như tương đương với khác biệt là Hải quân Nhật sử dụng mũi tàu clipper thay vì mũi đâm tàu. Việc áp dụng nồi hơi ống nước Miyabara mới cho phép Hải quân Nhật giảm số nồi hơi từ 30 trong thiết kế Anh còn 20 trong lớp Tsukuba mà không mất tốc độ. Nó còn giúp giảm độ dài của khoang động cơ và cho phép chúng mang vũ khí  nặng hơn.
Các chiếc Tsukuba có chiều dài tổng thể 450 foot (137,2 m) và chiều dài giữa đường vuông góc của 440 foot (134,1 m), bề ngang 75 foot (22,9 m) và đáy cao khoảng 26 foot (7,9 m). Chúng có trọng tải choán nước là 13.750 tấn Anh (13.970 t) ở mức tải bình thường và 15.400 tấn Anh (15.600 t) khi đầy tải. Chiều cao trung tâm của chúng là 1,34 mét (4 ft 5 in) làm cho thiếc kế bị thiếu cân bằng dẫn đến việc dễ bị nghiêng mỗi khi khai hỏa. Tổng thủy thủ đoàn là 820 người bao gồm sĩ quan và thủy thủ.
Lớp Tsukuba sử dụng hai động cơ hơi nước ba khoang giãn nở đặt dọc 4 xi lanh với mỗi động cơ quay một trục khuỷu. 20 nồi hơi Miyabara cung cấp hơi nước cho động cơ với áp suất 16,8 kg/cm2 (1.648 kPa; 239 psi). Các động cơ được đánh giá với tổng mã lực là 20.500 mã lực chỉ (15.300 kW) cho phép thiết kế có vận tốc tối đa là 20,5 hải lý trên giờ (38,0 km/h; 23,6 mph). Khi chạy thử nghiệm các tàu đạt được vận tốc 20,4 đến 21,6 hải lý trên giờ (37,8 đến 40,0 km/h; 23,5 đến 24,9 mph) khi sử dụng 22.670 đến 23.260 ihp (16.910 đến 17.340 kW). Các chiếc Tsukuba là tàu đầu tiên của Hải quân Nhật sử dụng xăng phun lên than để thêm năng lượng và có khả năng mang theo 1942 tấn than và 160 tấn dầu.

### Vũ khí

#### Pháo chính
Vũ khí chủ lực của lớp Tsukuba là khẩu hải pháo EOC 12-inch 45 của Anh. Chúng được gắn trên hai tháp hai súng. Tháp súng chạy bằng thủy lực và được đặt ở trọng tâm tàu, một trước một sau cấu trúc thượng tầng. Mỗi pháo có thể nâng hạ từ −3° đến +23° với góc nạp đạn là +5° nhưng trên nguyên lý có thể nạp đạn ở bấc kỳ góc độ nào từ +13° trở xuống.
Súng có thể bắn đạn nặng 850 pound (386 kg) ở vận tốc mũi 2.800 ft/s (850 m/s); Nó cho phép súng bắn với cự ly tối đa là 24.000 yd (22.000 m) khi sử dụng đạn xuyên giáp (AP). Vũ khí phụ bao gồm 12 khẩu 6 inch (152 mm)/45 "Thiết kế GG" của hãng Elswick gắn trên các khoang súng bọc giáp ở boong giữa và boong chính của tàu. Tuy nhiên do tám khẩu ở boong giữa nằm quá gần mực nước, chúng không thể sử dụng được trong điều kiện thời tiết xấu. Các khẩu súng phụ bắn đạn AP 100 pound (45,4 kg) ở vận tốc mũi 2.706 ft/s (825 m/s).

#### Vũ khí phụ
Để đối phó với tàu phóng lôi ở cự ly tầm ngắn, lớp Tsukuba được trang bị mười hai khẩu QF (bắn nhanh) 4,7 inch (12 cm) loại năm 41. Bốn khẩu được gắn trong thân tàu ở mũi và đuôi tàu trong khi số còn lại ở tầng trên và được bảo vệ bằng lá chắn súng. Những khẩu súng này bắn đạn AP nặng 45 pound (20,4 kg) ở vận tốc mũi 2.150 ft/s (660 m/s). Các khẩu súng còn lại bao gồm bốn khẩu QF 12-pounder 12-cwt 40 caliber (Bắn đạn AP 12,5 lb (5,7 kg) ở vận tốc 2.359 ft/s (719 m/s)) và bốn khẩu Hotchkiss QF 3-pounder. Cuối cùng, lớp Tsukuba được trang bị ba ống phóng ngư lôi ngầm. Một ống ở đuôi tàu và một ống ở mỗi bên mạn tàu. Tất cả các ống trên chiếc Tsukuba và ống đuôi của chiếc Ikoma có đường kính 18 inch (457 mm) trong khi hai ống còn lại của Ikoma là ống 21 inch (533 mm).

### Giáp
Nhằm giảm trọng tải choãn nước nhưng vẫn giữ tốc độ ngang các tàu tuần dương bọc thép trước, giáp của lớp của lớp Tsukuba dày tương đương các tàu trước nhưng được bố trí hiệu quả hơn. Giáp đai ở mực nước của lớp sử dụng giáp Krupp cường lực. Ở phần thân tàu giữa hai tháp súng, giáp dày 7 inch (178 mm) nhưng giảm con 4 inch (102 mm) ở đoạn trước tháp trước và sau tháp sau. Phía trên là một đai giáp khác dày 5 inch (127 mm) kéo dài từ tháp súng trước về tháp súng sau và bảo vệ các khoang súng 6-inch. Ở phía đuôi của giáp đai được nối với tháp súng bằng vách ngăn có cửa dày 1 inch (25 mm). Việc thiếu vách ngăn ở đầu tàu và độ mỏng của vách ngăn ở đuôi được chỉ trích là điểm yếu nghiêm trọng của hệ thống bảo vệ tàu.
Mặt trước của tháp súng được bảo vệ bằng một tấm giáp dày 9,6 in (244 mm) cùng với giáp mái 1,5 in (38 mm). Mặt bên và phần ống thân tháp được bảo vệ bằng lớp giáp 7 in (178 mm). Độ dày cả lớp giáp trên sàn tàu dày từ 1,5 in ở phần phẳng ở hai đầu của tàu và lên tới 2 inch (51 mm) ở phần dốc giữa thân tàu. Hai bên của tháp chỉ huy được bảo vệ bằng lớp giáp dày 8 in (203 mm) và giáp mái dày 3 in (76 mm).

## Những chiếc trong lớp
| Hình ảnh | Tàu     | Đặt tên theo | Xưởng đóng tàu           | Đặt lườn            | Hạ thủy              | Hoàn thành          |
| -------- | ------- | ------------ | ------------------------ | ------------------- | -------------------- | ------------------- |
|          | Tsukuba | Núi Tsukuba  | Quân xưởng Hải quân Kure | 14 tháng 1 năm 1905 | 26 tháng 12 năm 1905 | 14 tháng 1 năm 1907 |
|          | Ikoma   | Núi Ikoma    | Quân xưởng Hải quân Kure | 15 tháng 3 năm 1905 | 9 tháng 4 năm 1906   | 24 tháng 3 năm 1908 |

## Chế tạo và phục vụ

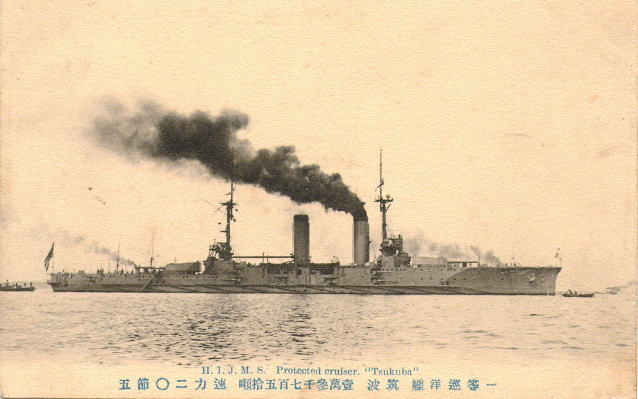
Bưu thiếp in hình tàu tuần dương Tsukuba

Quân xưởng Hải quân Yokosuka có nhiều kinh nghiệm nhất trong việc đóng tàu chiến, nhưng Hải quân Đế quốc Nhật Bản lo sợ nơi đây sẽ bị Hải đội Thái Bình Dương 2 và 3 của Nga bắn phá (khi đó đang trên đường từ biển Baltic tới cảng Arthur) nên quyết định đóng hai tàu lớp Tsukuba tại Quân xưởng Hải quân Kure ít lộ diện hơn. Vì Kure lúc bấy giờ mới chỉ có kinh nghiệm sửa chữa và nâng cấp tàu, công nhân có kinh nghiệm từ Yokosuka phải được điều bằng tàu hoả để huấn luyên nhân công của Kure. Chiếc Tsukuba được đặt lườn vào triền đà số 3 mới được hoàn thành vào tháng 11 năm 1904 còn chiếc Ikoma theo sau được đặt lườn vào triền đà số 2 mới được kéo dài. Lớp này này lớn gấp ba lần chiếc tàu lớn nhất được đóng tại Nhật lúc bấy giờ, chiếc tàu tuần dương bảo vệ Hashidate nặng 4285 tấn. Việc đóng chiếc Tsukuba được ưu tiên dẫn đến việc hoàn thành tàu trong hai năm. Chiếc Ikoma thì tốn thêm một năm để được hoàn thành do cuộc chiến bắt đầu kết thúc làm giảm áp lực hoàn thành tàu. Ngoài ra, ụ tàu của chiếc Ikoma thiếu các cần cẩu cần để nâng vật liệu nặng cho đến khi cần cẩu mới được nâng cấp. Việc đóng cả hai tàu còn bị trì hoãn do nước Nhật chưa có khả năng sản xuất tấm thép và đinh ốc với số lượng đủ lớn. Một lượng lớn hai vật liệu trên phải được nhập khẩu từ Hoa Kỳ.
Có thể do việc đóng cấp tốc, chiếc Tsukuba mang theo nhiều khiếm khuyết. Khi nó được hoàn thành vào năm 1907, Tsukuba được phái đi tham gia đợt ra mắc hải quân tại Hội chợ Jamestown vào tháng 5 năm đó. Con tàu sau đó được điều đến châu Âu với nhiệm vụ thăm cảng trong nhiều tháng sau đó. Ikoma cập cảng Anh vào tháng 7 năm 1910 làm một phần của cuộc Triển lãm Anh-Nhật. Trong lúc dừng ở Anh, Tsukuba được trang bị thêm hệ thống điều khiển súng của Vickers với khả năng tính toán độc lập số liệu nhắm súng cho tùng tháp pháo cho phép chỉ huy súng có thể bắn tất cả pháo cùng lúc.
Các tàu lớp Tsukuba được tái phân loại thành tàu chiến-tuần dương vào năm 1912. Vào khoảnh năm 1913-1914, các pháo 6-inch trên boong chính bị tháo dỡ với sáu khẩu được gắn lại lên boong trên nhằm thay thế bốn khẩu 4,7-inch đang được đặt tại đó. Các tàu lúc này chỉ còn mang mười khẩu 6-inch và tám khẩu 4,7-inch.
Ngay khi Chiến tranh thế giới thứ nhất bắt đầu, Tsukuba được chỉ định vào Chiến đội Nam Dương thứ nhất với nhiệm vụ tìm diệt Hải đội Đông Á của Đức tại các đảo thuộc địa Đức ở miền trung Thái Bình Dương. Vào ngày 7 tháng 10, một nhóm đổ bộ của Tsukuba tham gia cuộc chiếm đóng đảo Pohnpei ở Quần đảo Caroline. Ikoma gia nhập chiến đội vào tháng 11, ngay trước khi nó di chuyển đến Fiji vào tháng 12. Tsukuba được chỉ định làm tàu huấn luyện bắn pháo vào năm 1916. Đến năm 1917, cả hai tàu được giao cho chiến đội hai. Trong cùng năm đó, Tsukuba bị nổ kho đạn vào ngày 14 tháng 1 làm hi sinh 305 thủy thủ. Xác tàu của sau đó đã được trục vớt và tháo dỡ. Ikoma sau này thay thế Tsukuba trong vai trò tàu huấn luyện bắn pháo vào năm 1918 và được trang bị thêm pháo phòng không 8cm/40 Mẫu năm ba vào năm 1919. Con tàu lại được tái phân loại thành tàu tuần dương hạng nhất vào năm 1921 rồi bị giải giáp vào năm 1922 nhằm tuân thủ điều khoản Hiệp ước Hải quân Washington. Con tàu cuối cùng bị tháo dỡ vào tháng 11 năm 1924.